# Naïade (Q124)
Pour les articles homonymes, voir Naïades.
Ne doit pas être confondu avec la Naïade (Q015), un sous-marin du début du XXe siècle, navire de tête de la Classe Naïade.
La Naiade (Q124) était un sous-marin de la Marine nationale française de l'entre-deux-guerres, de la classe Sirène (1925). Il a été construit aux Ateliers et Chantiers de la Loire à Nantes entre 1923 et 1927.